# Marina Stanca
Marina Stanca (n. 27 septembrie 1946, București, România) este o fostă scrimeră română, specializată pe floretă. 
S-a clasat pe locul 5 la Campionatul Mondial din 1965. Alături de Ileana Drîmbă, Ana Ene, Ecaterina Iencic și Olga Szabo-Orban, a fost laureată cu bronz pe echipe la Campionatul Mondial din 1967 de la Montreal.
A fost fiica unui doctor. Locuind în blocul Scala de pe Bulevardul Magheru din București, a fost rănită în cutremurul din 1977, în care i-a murit copilul și soțul.
S-a recăsătorit și a născut doi copii. A studiat medicina și a devenit medic stomatolog. S-a stabilit în Germania.